# Chiesa del Preziosissimo Sangue di Nostro Signore Gesù Cristo (Roma, Appio-Latino)
La chiesa del Preziosissimo Sangue di Nostro Signore Gesù Cristo è un luogo di culto cattolico di Roma, nel quartiere Appio-Latino, in largo Pannonia.

## Storia
Essa è annessa alla Curia generalizia delle Suore Adoratrici del Sangue di Cristo. Una lapide interna ricorda che questa chiesa fu visitata da papa Giovanni Paolo II il 14 dicembre 1980.
La chiesa è un luogo sussidiario di culto della parrocchia della Natività di Nostro Signore Gesù Cristo.

## Descrizione

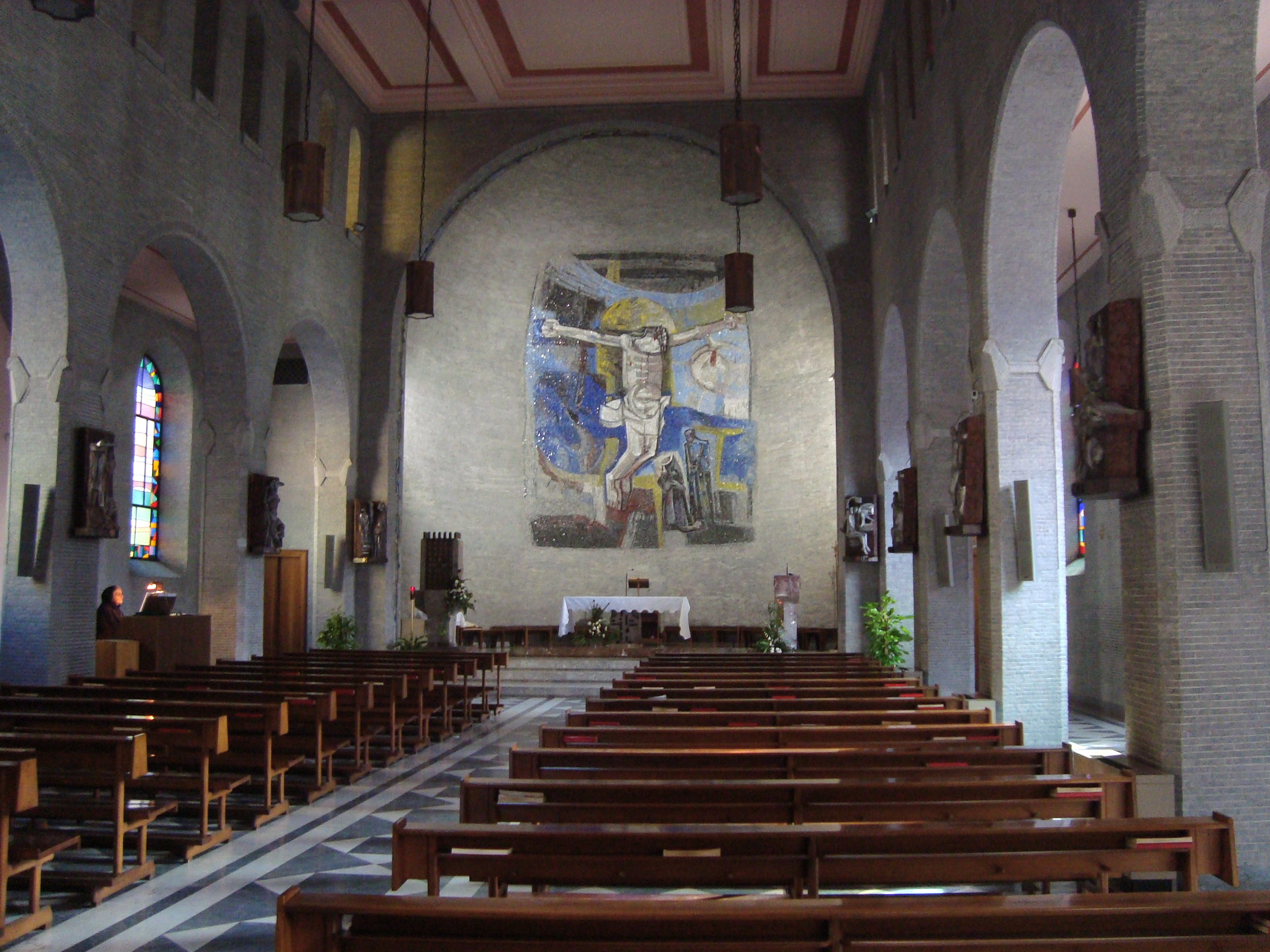
L'interno

La facciata è in cotto, con finestra centrale tonda che contiene una croce. La chiesa è preceduta da una scalinata e da un protiro con tre arcate e pilastri in travertino. Nella lunetta sopra il portale centrale vi è un mosaico che raffigura l'Agnello pasquale sul libro dei sette sigilli.
L'interno è a tre navate, suddivise da pilastri, con matroneo che affaccia sulla navata centrale; questa termina con un'abside mosaicata. Nelle navate laterali sono inserite quattro cappelle. In una di queste sono custodite le spoglie della Santa Maria De Mattias, fondatrice dell'ordine religioso a cui appartiene l'edificio. Nelle finestre, che si alternano alle cappelle, sono inserite delle vetrate di B. Nocchi che raffigurano i Simboli della passione di Cristo.